# ابینگدن، آکسفوردشر
latitudeابینگدن، آکسفوردشرlongitudeابینگدن، آکسفوردشر

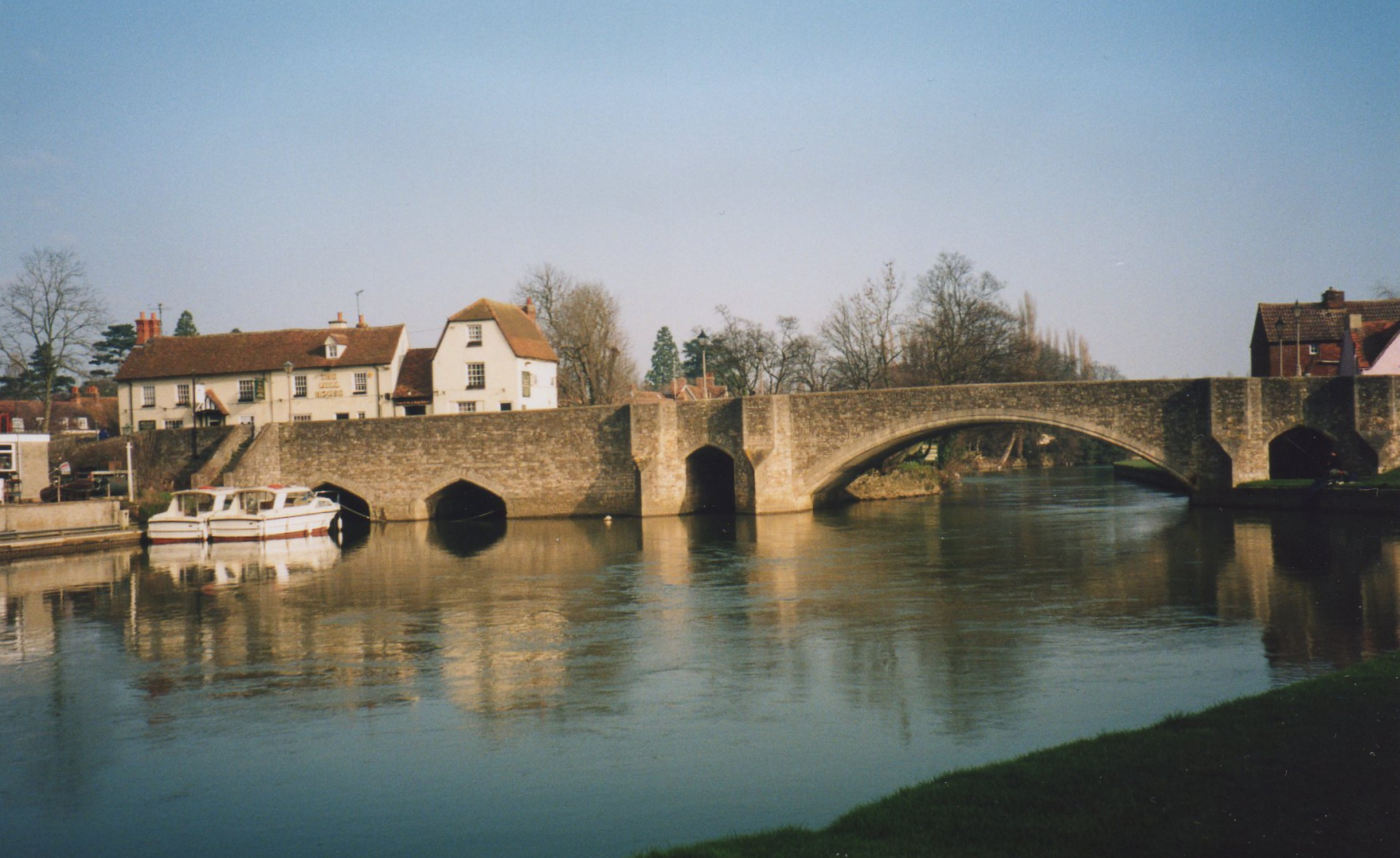
پل ابینگدن (ساخته شده در ۱۴۱۶).

ابینگدن (به انگلیسی: Abingdon) نام شهری در آکسفوردشر، انگلستان است. این شهر مرکز ناحیه دره اسبِ سفید است و سابقاً یکی از شهرهای شهرستان برکشایر بوده است. ابینگدون به عنوان یکی از شهرهای قدیمی و تجاری انگلستان شناخته می‌شود که حداقل برای ۶ هزار سال مردم در آن زندگی می کرده‌اند.